# Junto e Misturado
Junto e Misturado é o nono álbum de estúdio do cantor e produtor brasileiro Latino, lançado 15 de outubro de 2008 pelo selo da Som Livre, o álbum contém participações especiais: Banda Calypso na faixa "Propostas Indecentes", Bruno e Marrone na "Preciso Parar de Chorar", Buchecha em "Caça-Fantasma" e entre outros.

## Faixas
| N.º | Título                                                                | Duração |  |
| 1.  | "Amigo Fura-Olho (Ella y Yo)" (com Daddy Kall)                        | 4:34    |  |
| 2.  | "Me Divirto com as Erradas" (com Dudu Nobre)                          | 3:01    |  |
| 3.  | "Pancadão ou Sertanejo" (com André & Adriano)                         | 3:59    |  |
| 4.  | "Se Vira" (com Tânia Mara)                                            | 3:24    |  |
| 5.  | "Isabel" (com Mister Jam)                                             | 3:22    |  |
| 6.  | "Propostas Indecentes (Oduzimas Mi Dah)" (com Banda Calypso)          | 3:24    |  |
| 7.  | "Altos e Baixos" (com Belo)                                           | 3:08    |  |
| 8.  | "Preciso Parar de Chorar" (com Bruno e Marrone)                       | 3:29    |  |
| 9.  | "Ponto Final" (com D'Black)                                           | 3:36    |  |
| 10. | "Selinho na Boca (Simarik)" (com Perlla)                              | 3:08    |  |
| 11. | "Arregaçando a Chopeira (La Botella)" (com Chimbinha & Jammil)        | 3:40    |  |
| 12. | "Caça-Fantasma" (com Buchecha)                                        | 3:46    |  |
| 13. | "Spring Love (Come Back to Me)" (com Stevie B)                        | 3:35    |  |
| 14. | "Slave 4 U" (com Mister Jam)                                          | 3:39    |  |
| 15. | "Amigo Fura-Olho (Ella y Yo) (Amigo-Cuca Radio Mix)" (com Daddy Kall) | 4:16    |  |

## Certificações
| País          | Certificação | Data | Certificado de vendas |
| ------------- | ------------ | ---- | --------------------- |
| Brasil - ABPD | Ouro         | 2009 | 50.000                |